# Mauricio Pinilla
Mauricio Ricardo Pinilla Ferrera (* 4. Februar 1984 in San Bernardo) ist ein ehemaliger chilenischer Fußballspieler.

## Karriere

### Verein
Mauricio Pinilla stammt aus dem Großraum von Santiago und begann mit dem Fußballspielen bei Universidad de Chile. Sein Debüt in der ersten Mannschaft gab er mit knapp 18 Jahren. In eineinhalb Jahren in der chilenischen Primera División erzielte er 20 Tore, die Hälfte davon in einer Halbsaison in nur 14 Spielen. Inter Mailand holte ihn im Sommer 2004 nach Italien und lieh ihn zuerst an Chievo Verona und dann nach Spanien an Celta Vigo aus.
Es begann eine lange Wechselzeit durch Europa und Südamerika, in der Pinilla kaum Fuß fassen und selten seine Torgefährlichkeit unter Beweis stellen konnte. Nach Italien und Spanien, wo er ohne Ligator blieb, ging es nach Portugal zu Sporting Lissabon, für die er in 16 Partien auf fünf Treffer kam; von dort wurde er im Jahr darauf wieder nach Spanien an Racing Santander, ins schottische Edinburgh an Heart of Midlothian und für einige Spiele wieder zurück an seinen Heimatverein Universidad de Chile verliehen. Die Hearts holten ihn nach Auslaufen seines Vertrags wieder nach Schottland, aber schon nach einem halben Jahr ging es nach Brasilien zu CR Vasco da Gama und von dort nach Zypern zu Apollon Limassol.
Der Wendepunkt kam in der Saison 2009/10 mit der Verpflichtung durch den italienischen Zweitligisten US Grosseto. Bei 24 Einsätzen erzielte er 24 Tore; in zwölf Spielen in Folge erzielte er bei jedem Einsatz mindestens ein Tor. Daher sicherte sich der ambitionierte Erstligist US Palermo nach der Saison seine Dienste. Auch in der Serie A konnte sich Pinilla behaupten. Als der Verein seine Ziele jedoch nicht erreichte, wurde er in der Winterpause an den Ligakonkurrenten Cagliari Calcio verliehen, der ihn schließlich fest unter Vertrag nahm. Seine Zeit in Sardinien war die bislang längste durchgängige Zeit bei einem Verein in seiner Karriere.
Zur Saison 2014/15 wechselte Mauricio Pinilla zum CFC Genua. Nach einem Jahr verließ er die Genuesen jedoch wieder und schloss sich Atalanta Bergamo an.
Im Januar 2017 wechselte Pinilla zurück zum CFC Genua. Nach zwölf Einsätzen ohne Tor wechselte Pinilla nach einem halben Jahr zurück nach Chile zu CF Universidad de Chile.
Nachdem sein Vertrag bei Universidad 2018 aufgelöst worden war, nahm ihn ein halbes Jahr später der chilenische Erstligist Coquimbo Unido auf. Mit dem Verein kam er bei der Copa Sudamericana 2020 bis ins Halbfinale, was den größten Erfolg von Coquimbo bedeutete, stieg allerdings im gleichen Jahr auch in die Primera B ab. Pinilla gab im Februar 2021 sein Karriereende bekannt.

### Nationalmannschaft
Bereits in der Jugend wurde Pinillas Talent von den Trainern der chilenischen Juniorenauswahlen erkannt und er wurde in der U-17 und U-20 eingesetzt. Nach seinem Debüt in der Liga wurde er mit 19 Jahren auch in die chilenische Nationalmannschaft berufen. Sieben Spiele mit zwei Toren standen im ersten Jahr zu Buche und auch in den folgenden Jahren spielte er regelmäßig für die Landesauswahl. Da seine Vereinskarriere einen so wechselvollen Verlauf nahm, gab es nach 2006 keine Einsätze mehr und erst 2011, zu Beginn der Qualifikation für die Fußball-Weltmeisterschaft 2014 in Brasilien, wurde er wieder zurückgeholt. Dreimal spielte er in der Qualifikation; in der WM-Vorbereitung kam er weitere dreimal in Freundschaftsspielen zum Einsatz. Schließlich wurde er in den Kader der 23 WM-Spieler Chiles aufgenommen.
Beim WM-Turnier kam er in der Gruppenphase zu zwei kurzen Einsätzen als Einwechselspieler in den Schlussminuten gegen Australien und die Niederlande. Im Achtelfinale gegen Gastgeber Brasilien wurde er in der 87. Minute beim Stand von 1:1 eingewechselt. Kurz vor Ende der Verlängerung traf ein Fernschuss von ihm die Querlatte des brasilianischen Tors. Im abschließenden Elfmeterschießen war er einer von drei Chilenen, deren Elfmeter nicht ins Tor ging. Brasilien gewann mit 3:2 und beendete damit den WM-Auftritt Chiles.
Bei den beiden Siegen der Copa América 2015 und 2016, beides Mal gegen Argentinien war er auch im Kader, wurde jedoch nicht in den Finalspielen eingesetzt.
Nach der Copa América 2016 machte er noch zwei Spiele für die chilenische Fußballnationalmannschaft, doch dann wurde er aus dem Kader genommen.

## Trivia
Bei der Weltmeisterschaft 2014 in Brasilien schoss Pinilla den Ball in der 119. Minute des Achtelfinales gegen den Gastgeber ans Gebälk des Tores. Nach dem Ausscheiden im Elfmeterschießen ließ er sich den Schriftzug „Nur einen Zentimenter vom Ruhm entfernt“ auf den Rücken tätowieren.